# Makhatchkala
Makhatchkala (en russe : Махачкала) est une ville de la fédération de Russie, capitale de la république du Daghestan. La ville compte 601 286 habitants en 2019.

## Géographie

### Situation
Makhatchkala est située sur la côte occidentale de la mer Caspienne, à 1 592 km au sud-est de Moscou.

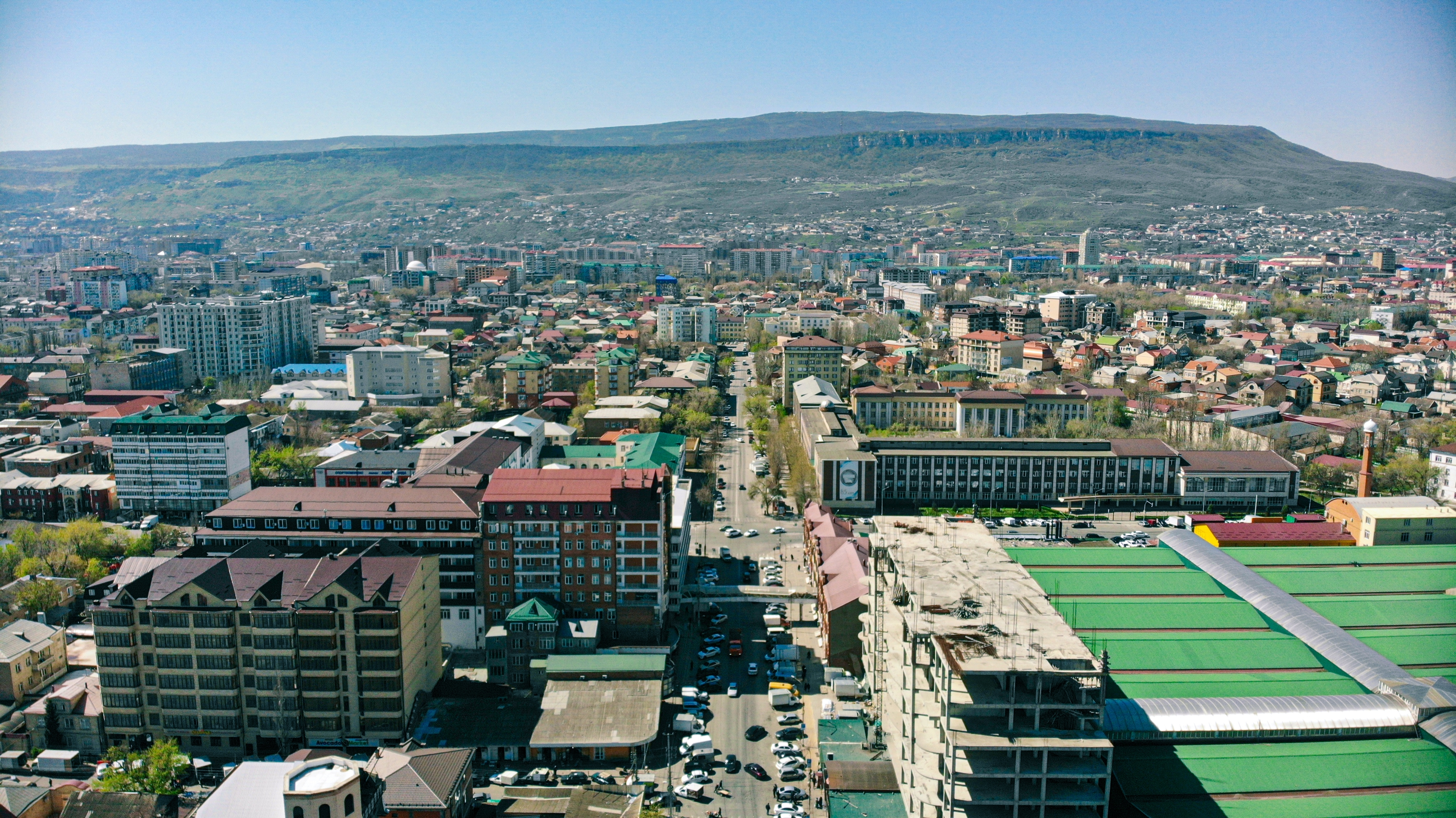
Vue de Makhatchkala.

### Climat
Le climat de Makhatchkala se caractérise par des hivers assez froids et des étés chauds. Les précipitations sont peu abondantes tout au long de l'année même si l'automne est un peu plus arrosé. La neige recouvre le sol 22 jours par an en moyenne. Si on se réfère à la classification de Köppen le climat de Makhatchkala est de type BSk (climat de steppe, sec et froid).
- Température record la plus froide : −26,5 °C (décembre 1888)
- Température record la plus chaude : 38,7 °C (août 1998)
- Précipitations annuelles : 391 mm
- Nombre moyen de jours avec de la neige dans l'année : 33
- Nombre moyen de jours de pluie dans l'année : 131
- Nombre moyen de jours avec de l'orage dans l'année : 13
- Nombre moyen de jours avec du blizzard dans l'année : 7

| Mois                                        | jan.       | fév.       | mars       | avril     | mai       | juin      | jui.      | août      | sep.     | oct.      | nov.       | déc.       | année      |
| ------------------------------------------- | ---------- | ---------- | ---------- | --------- | --------- | --------- | --------- | --------- | -------- | --------- | ---------- | ---------- | ---------- |
| Température minimale moyenne (°C)           | −1,7       | −1,5       | 2,3        | 6,9       | 12,8      | 17,7      | 20,6      | 20,6      | 16,6     | 10,7      | 4,2        | 0          | 9,1        |
| Température moyenne (°C)                    | 1          | 1,4        | 5,2        | 10,3      | 16,5      | 22        | 24,8      | 24,9      | 20,3     | 14,2      | 7,4        | 2,9        | 12,6       |
| Température maximale moyenne (°C)           | 4,1        | 4,6        | 8,6        | 14,4      | 20,9      | 26,5      | 29,3      | 29,3      | 24,3     | 17,9      | 10,7       | 6          | 16,4       |
| Record de froid (°C) date du record         | −25,1 1893 | −26,8 2012 | −13,5 1929 | −5,1 2004 | 0 1952    | 5,8 1900  | 9,7 1911  | 8 1898    | 0,7 1956 | −6,6 2001 | −19,7 1993 | −26,5 1888 | −26,8 2012 |
| Record de chaleur (°C) date du record       | 17,8 1971  | 20,9 1958  | 28,8 1919  | 33,5 1998 | 35,1 1945 | 36,8 2019 | 39,5 2018 | 40,2 2017 | 35 1929  | 28,9 2001 | 23,1 1952  | 19,9 1996  | 40,2 2017  |
| Ensoleillement (h)                          | 74         | 71         | 105        | 171       | 246       | 278       | 282       | 270       | 194      | 151       | 81         | 67         | 1 990      |
| Précipitations (mm)                         | 36         | 28         | 23         | 19        | 34        | 27        | 22        | 29        | 51       | 38        | 46         | 38         | 391        |
| dont neige (cm)                             | 2          | 2          | 0          | 0         | 0         | 0         | 0         | 0         | 0        | 0         | 1          | 1          | 6          |
| Record de pluie en 24 h (mm) date du record | 44 1888    | 55 1896    | 26 1905    | 49 1911   | 56 2012   | 70 1979   | 40 1942   | 63 1914   | 124 1995 | 54 2013   | 75 1974    | 49 1940    | 124 1995   |
| Nombre de jours avec précipitations         | 11         | 10         | 12         | 11        | 12        | 11        | 9         | 10        | 11       | 13        | 13         | 12         | 135        |
| Humidité relative (%)                       | 84         | 83         | 83         | 79        | 76        | 71        | 70        | 72        | 75       | 80        | 83         | 85         | 78         |
| Nombre de jours avec neige                  | 9          | 10         | 4          | 0,2       | 0         | 0         | 0         | 0         | 0        | 0,1       | 3          | 6          | 32         |
| Nombre de jours d'orage                     | 0,03       | 0          | 0          | 0,2       | 2         | 3         | 4         | 4         | 2        | 0         | 0,03       | 0          | 15         |
| Nombre de jours avec brouillard             | 3          | 4          | 6          | 4         | 2         | 1         | 0,3       | 0,1       | 1        | 2         | 2          | 4          | 29         |

| Diagramme climatique                                  |           |          |           |            |            |            |            |            |            |           |      |
| J                                                     | F         | M        | A         | M          | J          | J          | A          | S          | O          | N         | D    |
| 4,1−1,736                                             | 4,6−1,528 | 8,62,323 | 14,46,919 | 20,912,834 | 26,517,727 | 29,320,622 | 29,320,629 | 24,316,651 | 17,910,738 | 10,74,246 | 6038 |
| Moyennes : • Temp. maxi et mini °C • Précipitation mm |           |          |           |            |            |            |            |            |            |           |      |

## Histoire
La ville actuelle fut précédée par la cité de Tarki située à six kilomètres et surplombée par le Tarki-Taou, et dont l'histoire remonte au moins au XVe siècle. La ville moderne fut elle fondée en 1844 comme une forteresse ; le statut de ville lui fut accordé en 1857. Le premier nom de la ville fut Petrovskoïe (Петро́вское) — en l'honneur du tsar Pierre le Grand, qui visita la région en 1722. La ville prit ensuite le nom de Petrovsk-Port (Петро́вск-Порт) en 1857. Elle devint en 1921 la capitale de la république socialiste soviétique autonome du Daghestan sous le nom de Makhatchkala.
Makhatchkala a subi d'importants dégâts lors du tremblement de terre du 4 mai 1970 (ru).
En septembre 2022, à la suite de la mobilisation russe dans le cadre de la guerre avec l'Ukraine des manifestations se tiennent à Makhatchkala. Selon différents médias locaux, des policiers ont tiré des coups de feu pour contrôler les manifestants,.
Le 29 octobre 2023, l’aéroport de Makhatchkala est pris d'assaut et doit fermer après son invasion par plusieurs centaines de manifestants pro-palestiniens agités, à la recherche de Juifs ou Israéliens des passagers du vol WZ 4728 en provenance de Tel Aviv pour les lyncher,. Des blessés sont déplorés et l'aéroport ferme jusqu'au 6 novembre. Israël rappelle alors la Russie à protéger ses citoyens.

## Population et société

### Démographie
En 1990, à la veille de la dislocation de l'Union soviétique, Makhatchkala avait un accroissement naturel relativement élevé (+16,7 ‰) en raison d'une assez forte natalité (22,3 ‰) et d'une faible mortalité (5,6 ‰). Contrairement à la situation prévalant dans le reste du pays, l'accroissement naturel est resté nettement positif au cours des années qui ont suivi, mais il est tombé à 8,2 ‰ en 2005 en raison d'une forte diminution de la natalité (12,9 ‰ en 2005), alors que la mortalité, qui avait légèrement augmenté dans les années 1990, est retombée à 4,7 ‰ en 2005.
Recensements ou estimations de la population
| 1897* | 1926*  | 1931   | 1939*  | 1959*   | 1970*   |
| ----- | ------ | ------ | ------ | ------- | ------- |
| 9 753 | 31 702 | 52 000 | 86 836 | 119 334 | 185 863 |

| 1979*   | 1989*   | 2002*   | 2010*   | 2013    | 2014    |
| ------- | ------- | ------- | ------- | ------- | ------- |
| 251 371 | 317 475 | 462 412 | 577 990 | 576 194 | 578 332 |

| 2015    | 2016    | 2017    | 2018    | 2019    | - |
| ------- | ------- | ------- | ------- | ------- | - |
| 583 233 | 587 876 | 592 976 | 596 356 | 601 286 | - |

### Nationalités
Selon les résultats du recensement de 1989, les Russes représentaient 21,5 % de la population. Les petites minorités du Caucase constituaient l'autre importante composante de la population avec 19,1 % d'Avars, 14,3 % de Koumyks, 11,1 % de Darguines, 9,6 % de Lezghiens et 9,5 % de Laks.
Les Russes ont massivement quitté la ville dans les années 1990. Selon le recensement de 2002, la répartition des nationalités était la suivante : Avars 26,84 % ; Koumyks 17,72 % ; Laks 13,02 % ; Lezghiens 12,04 % ; Russes 8 % ; Tabassarans 2,04 % ; Azerbaïdjanais 1,24 % ; Routoules 1,10 % ; Nogaïs 0,94 %, et d'autres minorités (dont 1 343 Tchétchènes soit 0,25 %).
Quatre-vingt-dix pour cent de la population confesse l'islam sunnite.

### Sports
Le principal club de football de la ville est l'Anji Makhatchkala, joue actuellement en troisième division russe à l'instar de l'autre club de la ville, le Legion-Dinamo. Une troisième équipe, le Dinamo Makhatchkala a également existé de 1946 à 2007.
L'ancien combattant de l'UFC et ancien champion du monde des poids légers Khabib Nurmagomedov est né à Makhatchkala. L'actuel champion des poids légers de l'UFC Islam Makhachev est lui aussi originaire de Makhatchkala.

## Transports
La ville est contournée par l'ouest par la route fédérale R217, route reliant la M4 à la frontière avec l'Azerbaïdjan en desservant les villes de Ciscaucasie. La route fédérale R215 mène elle vers Astrakhan.

## Personnalités liées à la ville
- Museyib Chahbazov (1898-1938), homme d'État azerbaïdjanais soviétique.
- Zinaïda Kirienko (1933-2022), actrice russe
- Akhmednabi Akhmednabiev (1958-2013), journaliste russe
- Khadzhimurad Magomedov (1974-), lutteur russe champion olympique
- Sagid Murtazaliev (1974-), lutteur russe, champion olympique.
- Ramazan Şahin (1983-), lutteur turc champion olympique.
- Khabib Nurmagomedov (1988-), lutteur et pratiquant d'arts martiaux mixtes russe.
- Abdulrashid Sadulaev (1996), lutteur russe, champion olympique.
- Hasbulla Magomedov (2002-), lutteur et influenceur russe
- Islam Makhachev (1991-), pratiquant d'arts martiaux mixtes russe.

## Notes et références

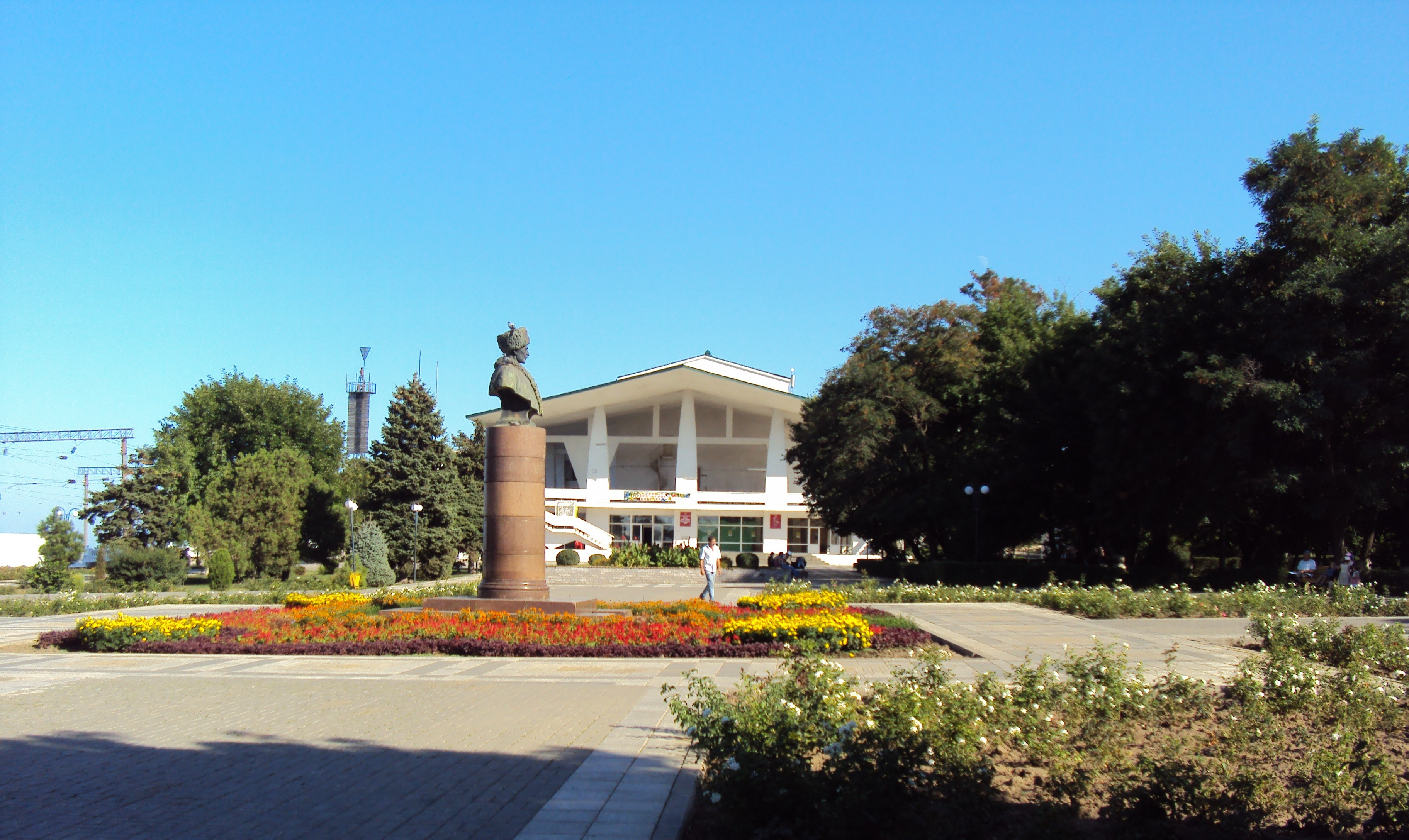
Théâtre avar de Makhatchkala.

## Jumelages
- Oldenbourg (Allemagne) depuis 1989[11]
- Sfax (Tunisie) depuis 1990
- Spokane (États-Unis)
- Vladikavkaz (Russie)